# أغنية حب جيه. ألفرد بروفروك
«ذا لوف سونغ اوف جيه. ألفرد بروفروك» (بالإنجليزية: The Love Song of J. Alfred Prufrock)‏؛ تعني بالعربية أغنية حب جي. ألفرد بروفروك، تُعرف أيضًا باسم العاشق بروفروك، هي قصيدة إنجليزية من كتابة الشاعر ت. س. إليوت. تعتبر قصيدة ألفرد بروفروك القصيدة التي علمت بداية مسيرة تي. إس. إليوت كواحدٍ من أكثر شعراء تأثيراً في القرن العشرين.
يشار إلى القصيدة أيضاً ببساطة بعنوان بروفروك. في بحث جوشوا واينر غير الرسمي عن أفضل سبعة عشر أنطولوجيا شعرية، حصلت بروفروك على المرتبة العشرين في قائمة أفضل عشرين قصيدة، بعد أن تم ترتيبها في ستٍ من الأنطولوجيات، وهي القصيدة الوحيدة من القرن العشرين التي ظهرت في القائمة. تحتوي القصيدة على مونولوج درامي وتستخدم تقنية تيار الوعي. بدأ إليوت بكتابة القصيدة في فبراير 1910، إلا أنها نُشِرَت لأول مرة في عدد يونيو 1915 من مجلد الشعر: مجلة النثر بتشجيع من الشاعر عزرا باوند، طُبِعت لاحقًا كجزء من كتيب تكون من اثني عشر قصيدة بعنوان بروفروك وملاحظات أخرى في عام 1917. في وقت نشرها، كانت تُعتبر قصيدة بروفروك غريبة، ولكن يُنظر إليها الآن على أنها قصيدة عبقرية تندر بتحول ثقافي نموذجي من القصائد الجورجية والشعر الرومانسي في أواخر القرن التاسع عشر إلى أدب عصر الحداثة.
تأثر الشاعر إليوت بالشاعر الإيطالي دانتي أليغييري؛ ومنه تأثر هيكل القصيدة بقراءة إليوت المكثفة لأعمال دانتي أليغييري، تُشير القصيدة في أبياتها بعدة إشارات إلى الكتاب المقدس وأعمال أدبية - بما في ذلك مسرحيات ويليام شكسبير مثل مسرحية هنري الرابع، الجزء الثاني، ومسرحية الليلة الثانية عشرة، وهاملت، كما أشار للشاعر الميتافيزيقي أندرو مارفيل ولعدة رموز فرنسية في القرن التاسع عشر. يروي إليوت تجربة بروفروك باستخدام تقنية سيل الوعي، والتي طورها زملائه الكُتّاب الحداثيين. القصيدة، هي عبارة عن مونولوج داخلي درامي لرجل من العصر الحديث يعاني من مشاعر الوحدة والعزلة وعدم القدرة على اتخاذ إجراء حاسم، يقال إنه «يلخص الإحباط والعجز لدى الفرد الحديث» و«تمثل الرغبات المُحْبَطة وخيبات الأمل في عصرنا الحالي».
يندب بروفروك جموده الجسدي والفكري، والفرص التي أهدرها في حياته، وافتقاره للتقدم الروحي، ومع كل هذا تطارده تذكيراته بشهوته (الحب الجسدي) الذي لم يصل له. مع الشعور العميق بالتعب، والندم، والإحراج، والشوق، والإحباط الجنسي، والشعور بالتعفن، والوعي بالفناء، أصبحت شخصية «بروفروك» أحد الشخصيات الأكثر شهرة في الأدب الحديث.

## الكتابة والنشر

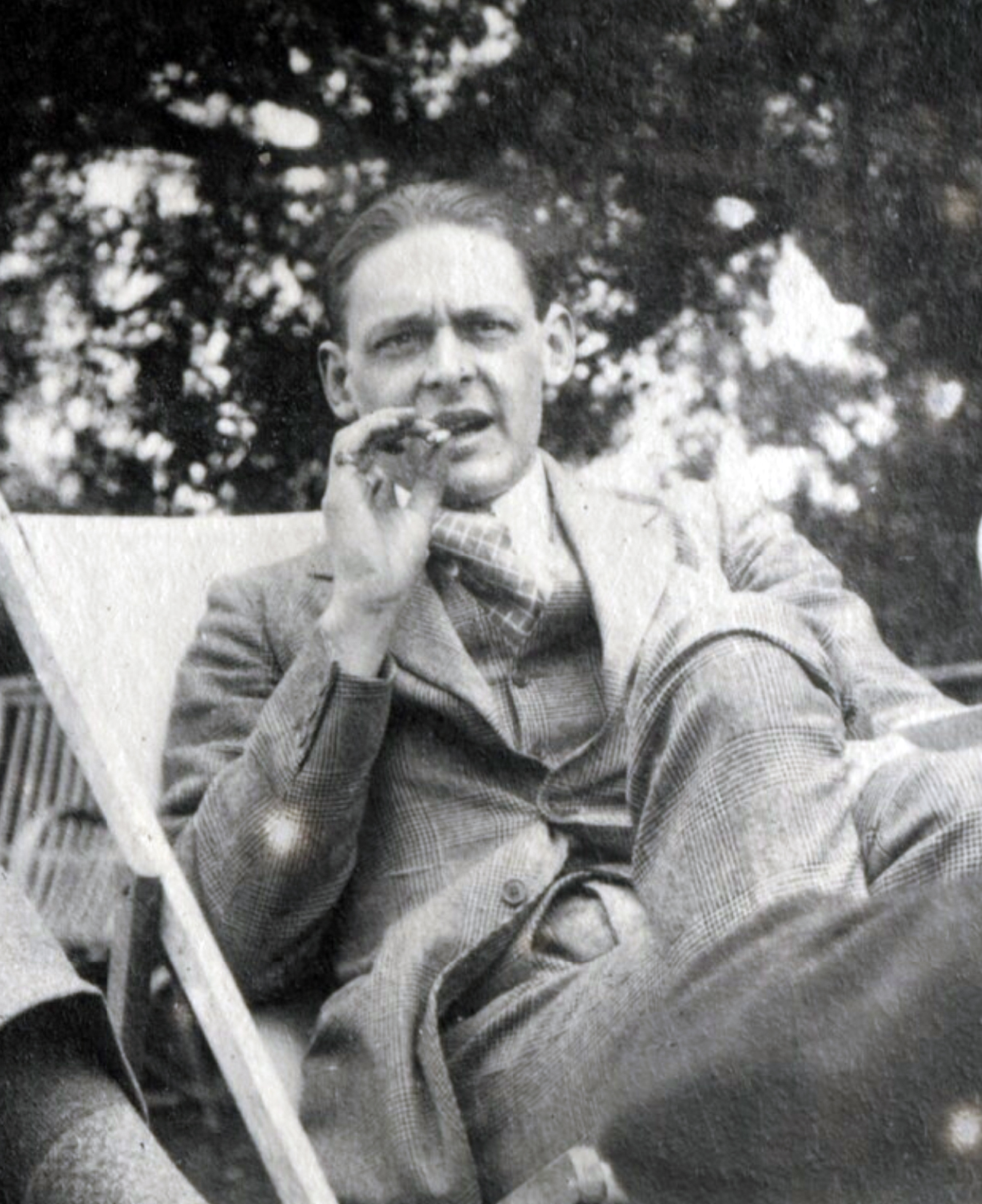
ت. س. إليوت عام 1923.

كتب إليوت «أغنية الحب لجيه ألفريد بروفروك» بين فبراير 1910 ويوليو أو أغسطس 1911. بعد وقت قصير من وصوله إلى إنجلترا لحضور كلية ميرتون في أكسفورد، تعرّف إليوت على الشاعر الأمريكي المغترب عزرا باوند، الذي اعتبر على الفور أن إليوت يستحق المشاهدة "وساعده في بدء مسيرته المهنية. عمل باوند كمحرر خارجي لمجلة Poetry: A Magazine of Verse وأوصى مؤسس المجلة، هارييت مونرو، بنشر "أغنية الحب لجي. ألفرديد بروفروك"، مشيدًا بأن إليوت وعمله يجسد ظاهرة جديدة وفريدة من نوعها بين الكتاب المعاصرون. ادعى باوند أن إليوت "قد درب نفسه وحدّث نفسه بنفسه. أما بقية الشعراء الواعدين فقد فعلوا أحدهما أو الآخر، لكن لم يفعلوا الاثنين معًا". نشرت المجلة القصيدة لأول مرة في عددها الصادر في يونيو 1915.
في نوفمبر 1915، تم تضمين «أغنية الحب لجيه ألفريد بروفروك» - جنبًا إلى جنب مع قصائد إليوت «صورة سيدة»، و«نسخة المساء في بوسطن»، و«هستيريا»، و«الآنسة هيلين سلينغسبي» - في كتاب المختارات الكاثوليكية 1914 - 1915، والذي حرره عزرا باوند، وطبعه إلكين ماثيوز في لندن. في يونيو 1917، نشرت شركة Egoist، وهي شركة نشر صغيرة تديرها دورا مارزدن، كُتيبًا بعنوان Prufrock and Other Observations (لندن)،:297 يحتوي على اثنتي عشرة قصيدة لإليوت. كانت أغنية الحب لجيه ألفريد بروفروك هي الأولى في المجلد. كما تم تعيين إليوت مساعدًا لمحرر كتاب Egoist في يونيو 1917.:290

### الاستقبال
رفضت مراجعة غير موقعة في ملحق التايمز الأدبي في 21 يونيو 1917 القصيدة، ووجدت أن «حقيقة هذه الأشياء حدثت في ذهن السيد إليوت هي بالتأكيد أقل أهمية بالنسبة لأي شخص، حتى بالنسبة له. بالنسبة للشعر.»
سجلت دار الفوكاريوم بجامعة هارفارد قراءة إليوت لبروفروك وقصائد أخرى في عام 1947، كجزء من سلسلة القراءات الشعرية المستمرة لمؤلفيها.

## المواضيع
نظرًا لأن القصيدة معنية بشكل أساسي بالتأملات الراوي غير المنتظمة، فقد يكون من الصعب تفسير القصيدة. كتب Laurence Perrine أن «[القصيدة] تعرض الأفكار العشوائية الظاهرة التي تمر برأس الشخص خلال فترة زمنية معينة، حيث تكون الروابط الانتقالية نفسية وليست منطقية». هذا الاختيار الأسلوبي يجعل من الصعب تحديد ما هو حرفي وما هو رمزي بالضبط. الظاهر لنا، تنقل أغنية الحب لجيه ألفريد بروفروك أفكار رجل محبط جنسيًا في منتصف العمر يريد أن يقول شيئًا ما ولكنه يخشى فعل ذلك، وفي النهاية لا يقول، ومع ذلك، فإن الخلاف يكمن في مع من يتحدث بروفروك، وإذا كان في الواقع ذاهب إلى أي مكان، وماذا يريد قوله، وما تشير إليه الصور المختلفة.
الجمهور المقصود غير واضح، يعتقد البعض أن بروفروك يتحدث إلى شخص آخر أو يتحدث مباشرة إلى القارئ، بينما يعتقد البعض الآخر أنه مونولوج بروفروك داخلي. كتب بيرين: "أنت وأنا" في السطر الأول أجزاء مقسمة من طبيعة بروفروك الخاصة"، بينما يقترح أستاذ اللغة الإنجليزية موتلو كونوك بلاسينج أن "أنت وأنا" تشير إلى العلاقة بين معضلات الشخصية والمؤلف. وبالمثل، يجادل النقاد فيما إذا كان بروفروك يذهب إلى مكان ما خلال مسار القصيدة. في النصف الأول من القصيدة، استخدم بروفروك صورًا خارجية متنوعة (السماء، الشوارع، المطاعم، والفنادق الرخيصة، الضباب)، ويتحدث عن كيف سيكون هناك وقت لأشياء مختلفة قبل "تناول الخبز المحمص والشاي"، و"وقت للعودة والنزول من السلم". دفع هذا الكثيرين إلى الاعتقاد بأن بروفروك في طريقه لتناول شاي بعد الظهر، حيث يستعد لطرح هذا "السؤال الساحق". ومع ذلك، يعتقد آخرون أن بروفروك لا يذهب جسديًا إلى أي مكان، بل يلعب السرد من خلال ذهنه.

### يقظة بروفروك
وفقًا للكاتبة ليندال جوردون وهي كاتبة سيرة إليوت، عندما كان إليوت يكتب المسودات الأولى لبروفروك في دفتر ملاحظاته في 1910-1911، احتفظ عمدًا بأربع صفحات فارغة في الجزء الأوسط من القصيدة. وفقًا لدفتر الملاحظات، الموجود الآن في مجموعة مكتبة نيويورك العامة، أنهى إليوت القصيدة التي نُشرت في الأصل في وقت ما في يوليو وأغسطس 1911، أي عندما كان يبلغ من العمر 22 عامًا. في عام 1912، راجع إليوت القصيدة وشمل مقطعًا مكونًا من 38 سطرًا يسمى الآن "Prufrock's Pervigilium" أي يقظة بروفروك، والذي تم إدراجه على تلك الصفحات الفارغة، والمقصود هو أن يكون المقطع الأوسط للقصيدة، ومع ذلك، قام إليوت بإزالة هذا القسم بعد فترة وجيزة من بعد مشورة زميله في هارفارد الشاعر كونراد ايكين. لم يتم تضمين هذا القسم في النشر الأصلي للقصيدة، ولكن تم تضمينه عند نشر القصيدة بعد وفاته في مجموعة عام 1996 لمسودات إليوت المبكرة غير المنشورة. يصف قسم Pervigilium هذا "الوقفة الاحتجاجية" لبروفروك خلال المساء والليل:41, 43–44, 176–90 وصفها أحد المراجعين بأنها "غزوة شهوانية في الشوارع الضيقة لعالم سفلي اجتماعي وعاطفي" يصور "بتفاصيل رطبة، تجول بروفروك" في شوارع معينة نصف مهجورة "وفي سياق" ملاذاته الغامضة / الليالي المضطربة في فنادق الليلة الواحدة الرخيصة."